# هيرمان سيلفر
هيرمان سيلفر هو سياسي أمريكي، ولد في 1831، وتوفي في 1913. نشط حزبياً في الحزب الجمهوري.